# Nomain
Nomain é uma comuna francesa na região administrativa de Altos da França, no departamento do Norte. Estende-se por uma área de 19.11 km². Em 2010 a comuna tinha 2 581 habitantes (densidade: 135,1 hab./km²).